# Lontano dal paradiso
Lontano dal paradiso (Far from Heaven) è un film del 2002 scritto e diretto da Todd Haynes, nel quale vengono trattati diversi temi: le differenze di classe, l'omosessualità, l'integrazione razziale nell'America degli anni cinquanta, la figura della donna capace di evolversi e affrontare da sola le difficoltà della vita.

## Trama
Nel Connecticut (Hartford) del 1957, Cathy Whitaker è una madre di due bambini e moglie irreprensibile di Frank Whitaker, venditore di successo di televisori. La loro unione è il modello della perfetta famiglia americana in cui tutto il vicinato si identifica. Cathy è una casalinga che si dedica alla beneficenza e organizza party per le persone che contano. Tutto appare perfetto, fino a quando lei non conosce un giovane uomo nero, Ray, il suo giardiniere, con il quale Cathy intrattiene brevi e piacevoli chiacchierate, mentre suo marito resta al lavoro fino a tardi. Proprio in occasione di un suo ritardo, Cathy decide di andare a trovare Frank in ufficio sorprendendolo in palesi rapporti omosessuali con un uomo conosciuto in un bar.
La coppia cercherà di arginare il problema del marito con consulti psichiatrici, anche se in uno scatto d'ira Frank colpirà il viso di Cathy lasciando dei segni che faranno insospettire il vicinato e, soprattutto, impietosire il giardiniere. Ray, quindi, chiede alla donna di accompagnarlo in campagna per trascorrere un pomeriggio senza pensare ai problemi di casa e lei, dopo aver titubato, decide di andare con lui. Giunti in un locale per soli neri, Cathy viene avvistata da una concittadina, che non aspettava altro per gettare fango su di lei. Nel giro di poco tempo tutta la città viene a sapere che Cathy Whitaker era in compagnia di un nero. Questo comporta una sospensione dal lavoro al marito, il quale non trattiene la sua rabbia e l'accusa di aver rovinato la sua rispettabilissima carriera e moralità. Quindi Cathy decide di chiudere la pericolosa amicizia, chiarendo con Ray il suo gesto.
Col passare dei giorni la coppia si rasserena e decide di partire per festeggiare il capodanno a Miami. In un'oasi di pace, però, Frank incontra un giovane che lo seduce. Al loro ritorno si sentono ancora gli effetti dell'amicizia tra "la donna bianca e l'uomo di colore", tant'è che la figlia di Ray viene ferita da una sassaiola. Alcune settimane dopo Frank rientra a casa in lacrime, confessando alla moglie di non riuscire più a nascondere i suoi sentimenti per il giovane incontrato a Miami. Cathy, freddamente, intuisce che è l'ora di concedere il divorzio e, venuta a conoscenza dell'incidente della figlia del giardiniere, corre da Ray, il quale però la informa che a breve lui e la figlioletta lasceranno la città a causa delle continue dicerie e delle vessazioni subite.
Lei dunque si ritrova sola a casa, senza Ray, per cui sente un'attrazione, e senza Frank, che intanto se n'è andato dal suo amante. Decide quindi di confidarsi con una sua cara amica che, di fronte alla notizia dell'omosessualità di Frank, resta incredula ma dà un forte conforto a Cathy, di fronte invece alla notizia della platonica amicizia con Ray, le volta le spalle e se ne va. Cathy, nuovamente da sola, ripensa alla partenza di Ray e di sua figlia, va quindi alla stazione dei treni per salutarli, incontrando Ray proprio quando il loro treno è in partenza.

## Colonna sonora
La colonna sonora del film, candidata tra l'altro all'Oscar, fu l'ultima composta dal grande compositore Elmer Bernstein.

## Riconoscimenti
- 2003 - Premio Oscar
  - Candidatura Migliore attrice protagonista a Julianne Moore
  - Candidatura Migliore sceneggiatura originale a Todd Haynes
  - Candidatura Migliore fotografia a Edward Lachman
  - Candidatura Miglior colonna sonora a Elmer Bernstein
- 2003 - Golden Globe
  - Candidatura Miglior attrice in un film drammatico a Julianne Moore
  - Candidatura Miglior attore non protagonista a Dennis Quaid
  - Candidatura Migliore sceneggiatura a Todd Haynes
  - Candidatura Miglior colonna sonora a Elmer Bernstein
- 2003 - Screen Actors Guild Award
  - Candidatura Migliore attrice protagonista a Julianne Moore
  - Candidatura Miglior attore non protagonista a Dennis Quaid
- 2002 - Central Ohio Film Critics Association Awards
  - Candidatura Miglior film
  - Candidatura Miglior regia a Todd Haynes
  - Candidatura Miglior attrice protagonista a Julianne Moore
  - Candidatura Miglior sceneggiatura originale a Todd Haynes
  - Candidatura Miglior fotografia a Edward Lachman
  - Candidatura Miglior colonna sonora a Elmer Bernstein
- 2002 - Chicago Film Critics Association Awards
  - Miglior film
  - Miglior regia a Todd Haynes
  - Miglior attrice protagonista a Julianne Moore
  - Miglior attore non protagonista a Dennis Quaid
  - Miglior fotografia a Edward Lachman
  - Miglior colonna sonora originale a Elmer Bernstein
  - Candidatura Miglior attrice non protagonista a Patricia Clarkson
  - Candidatura Migliore sceneggiatura a Todd Haynes
- 2004 - Empire Award
  - Candidatura Miglior attrice a Julianne Moore
- 2002 - European Film Award
  - Candidatura Contributo europeo al cinema mondiale a Todd Haynes
- 2003 - Independent Spirit Awards
  - Miglior film
  - Miglior regista a Todd Haynes
  - Miglior attrice protagonista a Julianne Moore
  - Miglior attore non protagonista a Dennis Quaid
  - Miglior fotografia a Edward Lachman
- 2003 - Kansas City Film Critics Circle Awards
  - Miglior attrice protagonista a Julianne Moore
- 2002 - National Board of Review Awards
  - Migliori dieci film
  - Miglior attrice a Julianne Moore
- 2002 - Satellite Award
  - Miglior film drammatico
  - Miglior regia a Todd Haynes
  - Miglior attore non protagonista in un film drammatico a Dennis Haysbert
  - Candidatura Miglior attrice in un film drammatico a Julianne Moore
  - Candidatura Miglior attore non protagonista in un film drammatico a Dennis Quaid
  - Candidatura Miglior sceneggiatura originale a Todd Haynes
  - Candidatura Miglior fotografia a Edward Lachman
- 2002 - Festival di Venezia
  - Coppa Volpi per la migliore interpretazione femminile a Julianne Moore
  - Premio Osella a Edward Lachman
  - Menzioni onorevoli a Todd Haynes
  - Premio del Pubblico a Julianne Moore
  - Candidatura Leone d'oro a Todd Haynes
- 2002 - Boston Society of Film Critics Award
  - Miglior fotografia a Edward Lachman
  - Candidatura Miglior attrice protagonista a Julianne Moore
- 2003 - Critics' Choice Movie Award
  - Miglior attrice protagonista a Julianne Moore
  - Candidatura Miglior film
- 2003 - GLAAD Media Awards
  - Candidatura Miglior film della grande distribuzione
- 2001 - Las Vegas Film Critics Society Awards
  - Candidatura Miglior regia a Todd Haynes
  - Candidatura Miglior attrice protagonista a Julianne Moore
  - Candidatura Miglior attore non protagonista a Dennis Quaid
  - Candidatura Miglior attrice non protagonista a Patricia Clarkson
  - Candidatura Miglior sceneggiatura a Todd Haynes
- 2004 - London Critics Circle Film Awards
  - Attrice dell'anno a Julianne Moore
  - Candidatura Film dell'anno
  - Candidatura Regista dell'anno a Todd Haynes
  - Candidatura Sceneggiatore dell'anno a Todd Haynes
- 2002 - Los Angeles Film Critics Association Awards
  - Miglior attrice protagonista a Julianne Moore
  - Miglior fotografia a Edward Lachman
  - Miglior colonna sonora a Elmer Bernstein
  - Candidatura Miglior film
  - Candidatura Miglior regia a Todd Haynes
  - Candidatura Miglior scenografia a Mark Friedberg
- 2002 - New York Film Critics Circle Awards
  - Miglior film
  - Miglior regia a Todd Haynes
  - Miglior attore non protagonista a Dennis Quaid
  - Miglior attrice non protagonista a Patricia Clarkson
  - Miglior fotografia a Edward Lachman
  - Candidatura Miglior attrice protagonista a Julianne Moore
- 2002 - Phoenix Film Critics Society Awards
  - Miglior regia a Todd Haynes
  - Miglior attrice protagonista a Julianne Moore
  - Miglior sceneggiatura originale a Todd Haynes
  - Miglior colonna sonora originale a Elmer Bernstein
  - Candidatura Miglior film
  - Candidatura Miglior attore non protagonista a Dennis Quaid
  - Candidatura Miglior fotografia a Edward Lachman
  - Candidatura Miglior scenografia a Mark Friedberg
  - Candidatura Migliori costumi a Sandy Powell
- 2002 - San Diego Film Critics Society Awards
  - Miglior film
  - Miglior attrice a Julianne Moore
- 2002 - Southeastern Film Critics Association Awards
  - Miglior attrice a Julianne Moore
  - Miglior sceneggiatura originale a Todd Haynes
  - Candidatura Miglior film
  - Candidatura Miglior regia a Todd Haynes
- 2003 - American Society of Cinematographers
  - Candidatura Miglior fotografia a Edward Lachman
- 2004 - Premio Bodil
  - Candidatura Miglior film statunitense a Todd Haynes
- 2002 - Camerimage
  - Rana d'argento a Edward Lachman
  - Candidatura Rana d'oro a Edward Lachman
- 2003 - Dallas-Fort Worth Film Critics Association Awards
  - Miglior attrice protagonista a Julianne Moore
  - Miglior fotografia a Edward Lachman
  - Candidatura Miglior film
  - Candidatura Miglior attore non protagonista a Dennis Quaid
- 2003 - Film Critics Circle of Australia Awards
  - Candidatura Miglior film straniero in lingua inglese
- 2003 - National Society of Film Critics Awards
  - Miglior attrice non protagonista a Patricia Clarkson
  - Miglior fotografia a Edward Lachman
- 2003 - WGA Award
  - Candidatura Miglior sceneggiatura originale a Todd Haynes
- 2003 - AARP Movies for Grownups Awards
  - Candidatura Miglior film per adulti
- 2002 - Awards Circuit Community Awards
  - Miglior attrice protagonista a Julianne Moore
  - Candidatura Miglior attore non protagonista a Dennis Quaid
  - Candidatura Miglior sceneggiatura originale a Todd Haynes
  - Candidatura Miglior fotografia a Edward Lachman
  - Candidatura Migliori costumi a Sandy Powell
- 2003 - Black Reel Awards
  - Miglior attore non protagonista a Dennis Haysbert
- 2003 - Chlotrudis Awards
  - Premio del pubblico alla miglior attrice protagonista a Julianne Moore
  - Premio del pubblico alla miglior fotografia a Edward Lachman
  - Miglior film
  - Miglior regia a Todd Haynes
  - Miglior attrice non protagonista a Patricia Clarkson
  - Miglior fotografia a Edward Lachman
  - Candidatura Miglior attrice protagonista a Julianne Moore
  - Candidatura Miglior attore non protagonista a Dennis Haysbert
  - Candidatura Miglior sceneggiatura originale a Todd Haynes
- 2003 - Florida Film Critics Circle Awards
  - Miglior attrice a Julianne Moore
  - Miglior fotografia a Edward Lachman
- 2003 - Glitter Awards
  - Miglior film a Todd Haynes
  - Miglior film statunitense a Todd Haynes
  - Miglior film sull'omosessualità a Todd Haynes
- 2010 - Gold Derby Awards
  - Candidatura Miglior attrice del decennio a Julianne Moore
- 2003 - Gold Derby Awards
  - Miglior attrice protagonista a Julianne Moore
  - Miglior sceneggiatura originale a Todd Haynes
  - Miglior colonna sonora originale a Elmer Bernstein
  - Migliori costumi a Sandy Powell
  - Miglior fotografia a Edward Lachman
  - Candidatura Miglior film a Jody Allen e Christine Vachon
  - Candidatura Miglior regia a Todd Haynes
  - Candidatura Miglior cast
  - Candidatura Miglior attore non protagonista a Dennis Quaid
  - Candidatura Miglior scenografia a Mark Friedberg e Peter Rogness
- 2002 - Golden Schmoes Awards
  - Candidatura Miglior attrice a Julianne Moore
- 2003 - Italian Online Movie Awards
  - Miglior fotografia a Edward Lachman
  - Candidatura Miglior attrice protagonista a Julianne Moore
- 2003 - MovieGuide Awards
  - Candidatura Recitazione più stimolante a Julianne Moore
- 2002 - New York Film Critics, Online
  - Miglior regia a Todd Haynes
  - Miglior attrice a Julianne Moore
  - Miglior sceneggiatura a Todd Haynes
  - Miglior fotografia a Edward Lachman
- 2003 - Online Film & Television Association
  - Miglior attrice protagonista a Julianne Moore
  - Miglior sceneggiatura originale a Todd Haynes
  - Miglior fotografia a Edward Lachman
  - Candidatura Miglior film a Jody Allen e Christine Vachon
  - Candidatura Miglior regia a Todd Haynes
  - Candidatura Miglior cast
  - Candidatura Miglior attore non protagonista a Dennis Quaid
  - Candidatura Miglior attrice non protagonista a Patricia Clarkson
  - Candidatura Miglior casting a Laura Rosenthal
  - Candidatura Miglior colonna sonora originale a Elmer Bernstein
  - Candidatura Miglior scenografia a Mark Friedberg, Peter Rogness e Ellen Christiansen
  - Candidatura Migliori costumi a Sandy Powell
- 2003 - Online Film Critics Society Awards
  - Migliori dieci film
  - Miglior attrice protagonista a Julianne Moore
  - Miglior attore non protagonista a Dennis Quaid
  - Miglior sceneggiatura originale a Todd Haynes
  - Miglior fotografia a Edward Lachman
  - Miglior colonna sonora originale a Elmer Bernstein
  - Miglior scenografia
  - Migliori costumi a Sandy Powell
  - Candidatura Miglior film
  - Candidatura Miglior regia a Todd Haynes
- 2002 - San Francisco Film Critics Circle
  - Miglior regia a Todd Haynes
- 2004 - Sant Jordi Awards
  - Miglior attrice straniera a Julianne Moore
- 2002 - Seattle Film Critics Awards
  - Miglior film
  - Miglior regia a Todd Haynes
  - Miglior attrice protagonista a Julianne Moore
  - Miglior sceneggiatura originale a Todd Haynes
  - Miglior fotografia a Edward Lachman
  - Miglior colonna sonora a Elmer Bernstein
  - Candidatura Miglior attore non protagonista a Dennis Quaid
  - Candidatura Miglior scenografia a Mark Friedberg
- 2004 - SESC Film Festival
  - Premio del Pubblico alla miglior attrice straniera a Julianne Moore
  - Miglior attrice straniera a Julianne Moore
- 2002 - Toronto Film Critics Association Awards
  - Miglior attrice protagonista a Julianne Moore
  - Candidatura Miglior regia a Todd Haynes
  - Candidatura Miglior attore non protagonista a Dennis Quaid
- 2002 - Utah Film Critics Association Awards
  - Miglior attrice protagonista a Julianne Moore
  - Miglior attore non protagonista a Dennis Quaid
- 2003 - Vancouver Film Critics Circle
  - Miglior attrice protagonista a Julianne Moore
  - Candidatura Miglior film
  - Candidatura Miglior attore non protagonista a Dennis Quaid
- 2002 - Village Voice Film Poll
  - Miglior film
  - Miglior regia a Todd Haynes
  - Miglior performance a Julianne Moore
  - Miglior sceneggiatura originale a Todd Haynes
  - Miglior fotografia a Edward Lachman
- 2002 - Washington DC Area Film Critics Association Awards
  - Miglior attrice protagonista a Julianne Moore
  - Miglior attore non protagonista a Dennis Haysbert
- 2003 - World Soundtrack Awards
  - Candidatura Compositore dell'anno a Elmer Bernstein